# Synodontis omias
Synodontis omias là tên của một loài cá da trơn bơi lộn ngược và là loài đặc hữu của sông Niger khi chảy qua các quốc gia như Guinea, Mali, Niger và Nigeria. Vào năm 1864, nhà động vật học, ngư học và nhà nghiên cứu cá loài bò sát người Anh gốc Đức Albert Günther đã mô tả loài cá này dựa trên mẫu vật thu thập được ở dòng sông Niger khi nó chảy qua Jebba, Nigeria. Ngoài ra, loài bà con của nó là Synodontis budgetti được xác định là ở thượng nguồn sông Niger, còn lại thì rất ít loài cùng chi với loài cá này được xác định là ở con sông này.

## Mô tả
Tương tự như nhiều loài trong chi Synodontis, S. geledensis xương đỉnh đầu của chúng kéo dài ra phía sau đến tia vây đầu tiên của vây lưng thì dừng lại. Hai bên đầu chúng mọc ra hai cái xương hẹp, cứng, nhám, chiều dài thì hơn chiều rộng gấp 1+1⁄2, đỉnh thì nhọn, còn phía sau thì có 2 hoặc ba cái gai. Nhờ bộ phận này mà các nhà nghiên cứu có thể nhận dạng được loài cá này.
Chúng có 3 cặp râu. Một cặp ở hàm trên thì dài, không phân nhánh, có màng hẹp ở nối với cơ thể ở gốc, khi mở rộng thì có chiều dài hơn chiều dài của đầu một chút (chạm vào mặt trước của cái gai ở ngực). Còn hai cặp ở dưới thì có độ dài không bằng nhau. Cặp ngoài cùng thì thì dài hơn cặp trong cùng gấp hai lần và cả hai đều phân nhánh.
Tia vây đầu tiên của vây lưng và vây ngực thì cứng và có đỉnh nhọn. Ở phần lưng thì hơi cong, dài bằng hoặc hơn chiều dài của đầu một chút, phía trước thì mềm hoặc có răng cưa rất ít và phía sau thì nhiều răng cưa hơn. Còn ở phần ngực thì dài như vây lưng và có răng cưa ở 2 bên. Vây hậu môn thì có 5 tia vây không nhánh và 7 đến 8 tia vây phân nhánh. Vây đuôi thì chia ra làm 2 rất rõ ràng, 2 thùy đuôi thì kéo dài ra.
Ở hàm trên thì răng của chúng có hình cái đục, còn ở hàm dưới thì có hình chữ S (hay hình cái móc). Số lượng răng ở hàm dưới thường được dùng để phân biệt các loài, ở Synodontis omias thì hàm dưới có 40 đến 50 cái răng.
Cơ thể của loài cá này có duy nhất một màu nâu.
Chiều dài của chúng khi trưởng thành có thể lên đến 36 cm (14 in). Nhìn chung thì cá thể giống cái thì to hơn giống đực dù cùng lứa tuổi với nhau.

## Môi trường sống và tập tính
Trong tự nhiên, loài cá này thường xuất hiện ở lưu vực sông Niger, tuy nhiên khu vực sinh sống của chúng hiện vẫn chưa được xác định rõ ràng.
Hành vi sinh sản của các loài trong chi Synodontis hầu như vẫn chưa rõ, ngoại trừ việc đếm được số lượng trứng từ việc đánh bắt được các cá thể cái. Mùa sinh sản thì có lẽ diễn ra vào mùa lũ từ tháng 7 đến tháng 10, rồi chúng bắt cặp và bơi cùng nhau đến hết mùa sinh sản. Tốc độ phát triển của chúng tăng nhanh vào năm đầu tiên rồi giảm dần theo từng năm.